# Septembre 2004

## Actualités du mois

### Mercredi1erseptembre2004
- Népal : en protestation à la suite de l'assassinat en Irak des douze otages népalais retenus depuis dix jours par le groupe islamiste Ansar al-Sunna (en), proche d'Al-Qaïda, des milliers de manifestants sont descendus dans les rues de la capitale Katmandou et ont incendié la mosquée Jama Masjid dans le centre de la capitale, et ont détruit le siège de la compagnie aérienne saoudienne et qatarie, ainsi que celui de la société de recrutement américaine Morning Star qui avaient envoyé ces Népalais en Irak. Certains manifestants ont également tenté d'entrer dans l'ambassade d'Égypte. Deux personnes ont été tuées par la police au cours de ces manifestations.
- Ossétie du Nord, Russie : un groupe d'hommes armés a pris en otages des écoliers, des parents et des enseignants dans une école de Beslan, en Ossétie du Nord, de la fédération de Russie située dans le nord du massif du Caucase et voisine de la Tchétchénie.

### Jeudi2 septembre 2004
- Élection présidentielle aux États-Unis : fin de la convention du parti républicain au Madison Square Garden de New York. Les délégués républicains ont décidé de porter candidats l'actuel président George W. Bush et son vice-président Dick Cheney face au ticket démocrate de John Kerry et John Edwards, et au ticket indépendant de Ralph Nader.
- Liban : le Conseil de sécurité des Nations unies adopte dans l'urgence, à l'initiative conjointe de la France et des États-Unis, par 9 voix sur 15 (avec 6 abstentions), la résolution N° 1559 appelant au respect de la souveraineté et de l'indépendance politique du Liban, au retrait de toutes les troupes étrangères de son sol et à une élection présidentielle libre et équitable, dans le but d'empêcher l'aboutissement des manœuvres de la Syrie, dirigée par Bachar el-Assad, pour obtenir la réélection du président actuel, Émile Lahoud.
- Weimar : incendie de la bibliothèque Anna Amalia. 30 000 livres du patrimoine allemand détruits.
- France : assassinat de deux inspecteurs du travail par un agriculteur à Saussignac.

### Vendredi3 septembre 2004
- France : mort de l'écrivain André Stil, membre de l'académie Goncourt, à l'âge de 83 ans.
- Liban : ignorant la résolution numéro 1559 adoptée la veille dans l'urgence par le Conseil de sécurité des Nations unies et les pressions de la communauté internationale, le parlement libanais, sous l'influence de la Syrie, a adopté un amendement à la Constitution permettant de prolonger de trois ans le mandat du président actuel (prosyrien) Émile Lahoud, qui devait normalement expirer le 24 novembre prochain.
- Ossétie du Nord, Russie : libération des otages qui étaient retenus par un commando pro-tchétchène depuis trois jours dans une école de Beslan en Ossétie du Nord après un assaut « soudain et non planifié » des forces spéciales russes. L'opération s'est déroulée dans la plus grande confusion et a donné lieu à de véritables scènes de chaos. Le bilan de ce dénouement sanglant est très lourd : 344 morts, dont 186 enfants et plus de 500 blessés, dont 283 enfants. Vingt-sept des preneurs d'otages ont été tués, dix d'entre eux sont des ressortissants de pays arabes, quatre ont été faits prisonniers et trois sont en fuite.

### Samedi4 septembre 2004
- États-Unis d'Amérique : trois semaines après le passage de l'ouragan Charley qui a causé la mort de 27 personnes dans l'État et entraîné des milliards de dollars de dégâts, la Floride s'apprête à « accueillir » Frances. L'état d'alerte est maximal, et 2,8 millions de personnes ont reçu l'ordre de quitter leur domicile. C'est la plus grande évacuation jamais décidée dans l'histoire de la Floride.
- Irak : au moins 20 personnes ont été tuées et 36 autres blessées dans un attentat à la voiture piégée provoqué par un kamikaze devant l'école de police de Kirkouk.

### Dimanche5 septembre 2004
- États-Unis d'Amérique : l'œil de l'ouragan Frances a touché la côte orientale de la Floride à 1 heure (5 heures UTC) avec des vents soufflant de 165 à 175 km/h selon le National Hurricane Center. La Floride tente de résister ce dimanche matin aux ravages provoqués par la violence du vent et des pluies torrentielles. Des toitures ont été emportées. L'électricité est coupée en de nombreux endroits et des pillards sont entrés en action.

### Lundi6 septembre 2004
- La Haye, Pays-Bas : ouverture de la troisième assemblée annuelle regroupant les représentants des 94 États qui ont signé le traité créant la Cour pénale internationale. Le procureur Luis Moreno Ocampo espère le vote par l'assemblée d'un budget de 70 millions d'euros pour 2005.
  - Deux enquêtes sont en cours depuis 2003 sur des crimes commis en République démocratique du Congo et en Ouganda depuis juillet 2002. Le procureur espère commencer les premiers procès au début de l'année 2005.
  - Un fonds d'indemnisation des victimes est mis en place et dirigé par des personnalités publiques comme, entre autres, Simone Veil, Desmond Tutu et la reine de Jordanie Ramin Al-Abdullah.

### Mardi7 septembre 2004
- Bagdad, Irak : un commando d'une vingtaine d'hommes armés, circulant, selon des témoins, à bord de trois véhicules, a fait irruption en plein après-midi dans les bureaux de deux ONG italiennes dans le centre de la capitale irakienne. Simona Pari, Simona Torretta (it) et Ra'ad Ali Abdul-Aziz de l'ONG Un ponte per Baghdad (en) et Mahnaz Bassam de l'ONG Intersos ont été enlevés. Ce double rapt n'a pas encore été revendiqué.
- Chine : selon un bilan publié ce jour, au moins 143 personnes sont mortes et des dizaines d'autres sont portées disparues après les inondations et les glissements de terrain provoqués par les pluies torrentielles qui ont touché le sud-ouest de la Chine ces derniers jours.
- Gaza, autorité palestinienne : dans la nuit de lundi à mardi, au cours d'un raid d'hélicoptères de l'armée israélienne, quatorze membres du mouvement islamiste palestinien Hamas ont été tués, et cinquante personnes blessées. Cela en fait un des plus meurtriers contre le Hamas depuis le début de l'Intifada.
  - Ils étaient membres des Brigades Izz al-Din al-Qassam qui s'entraînaient au maniement des armes sur un terrain de football à Al-Choujaïa, un quartier dans l'est de Gaza.
  - L'État hébreu a indiqué avoir mené cette opération en représailles au double attentat-suicide de la semaine dernière à Beer-Sheva, dans le sud d'Israël, qui avait fait seize morts.

### Mercredi8 septembre 2004
- Turquie : 19 ouvriers sont morts asphyxiés dans l'incendie d'un tunnel en construction dans une mine de cuivre à Küre.
- États-Unis : échec de la mission Genesis avec l'écrasement de la sonde au sol, les parachutes n'ayant pas fonctionné.

### Jeudi9 septembre 2004
- Corée du Nord : une mystérieuse explosion a été repérée grâce au champignon de fumée qu'elle a provoqué, mais aucun sismographe n'a repéré de secousse et aucune radiation n'a non plus été détectée. Il pourrait s'agir d'un accident dans la préparation d'un essai nucléaire, car l'explosion a eu lieu à proximité d'une base de missiles nucléaires.
  - Dimanche 12 septembre, le ministre des Affaires étrangères nord-coréen a annoncé à un diplomate britannique que l'explosion avait pour but de démolir une montagne pour un projet de barrage hydro-électrique.
- Irak : bombardement par l'armée des États-Unis à Falloudja, en Irak. Au moins quatre enfants, deux femmes et deux hommes tués et l'on compterait seize blessés selon les médecins. Selon le Pentagone, le bombardement est « une attaque aérienne de précision de la force multinationale contre des terroristes ». Article.
  - Une autre attaque a eu lieu à Tall Afar tuant dix-sept personnes et en blessant cinquante et une. Cette attaque est « menée pour rétablir le régime irakien légitime dans cette ville d'insurgés », commente le Pentagone. Article.
- Indonésie : un attentat à la voiture piégée devant l'ambassade d'Australie à Jakarta a fait au moins huit morts et cent soixante-dix blessés. Le gouvernement australien a indiqué qu'il soupçonnait le réseau terroriste islamiste d'Asie du Sud-Est Jamaah Islamiyah, lié à Al-Qaïda, d'être l'instigateur de cette attaque et « qu'il ne céderait pas au terrorisme ».
- Pakistan : l'aviation pakistanaise bombarde la région du Waziristan SudArticle.
- France : six personnes (3 couples) inculpées dans une affaire connexe à la fameuse affaire d'Outreau ont été libérées sans contrôle judiciaire après plusieurs années de prison préventive. Leur procès, initialement prévu en octobre 2004 a été reporté sine-die. Les avocats de certains inculpés dénoncent une tentative d'étouffement de l'affaire par peur d'une reproduction du cataclysme judiciaire de juin 2004.

### Vendredi10 septembre 2004
- Cuba : le poète cubain dissident Raul Rivero, condamné à vingt ans de prison, est dans « un état de santé grave » et les autorités pénitentiaires lui interdisent l'accès aux médicaments. Âgé de 59 ans, Raul Rivero, actuel président de la Société interaméricaine de presse (SIP), a été arrêté en mars 2003 avec soixante-quatorze autres opposants lors de la vague de répression la plus sévère lancée par la dictature de Fidel Castro. Accusé de « trahison de la patrie » et de « collaboration avec une puissance étrangère » au cours d'un procès sommaire, il a été condamné à vingt ans de prison.

### Samedi11 septembre 2004
- Le patriarche grec orthodoxe Pétros VII trouve la mort dans un accident d'hélicoptère au-dessus de la mer Égée.
- Célébration d'hommage aux victimes lors du troisième anniversaire des attentats aériens de New York, États-Unis, les dernières avant la reconstruction du World Trade Center et l'édification de la Freedom Tower.
- Il y a 31 ans, en 1973, un coup d'État mettait fin à la démocratie au Chili, et provoquait la mort du président élu Salvador Allende. Un film documentaire de Patricio Guzman, Salvador Allende, sort en Europe sur la présidence d'Allende.
- Le 11 septembre 2004, à une heure du matin, une terrible tempête s'abat sur la commune de Sainte-Foy-de-Peyrolières faisant d'énormes dégâts matériels. Des toitures arrachées, des arbres sur la chaussée. De nombreuses familles se retrouvent dehors du jour au lendemain.

### Dimanche12 septembre 2004
- Hong Kong, Chine : élections pour renouveler la moitié des 60 sièges du Conseil Législatif de la région administrative spéciale  de Hong Kong.
  - La participation de 55,6 % des inscrits est la plus forte depuis l'instauration du suffrage universel pendant les dernières années de la colonisation britannique.
  - La coalition des partis démocrates a obtenu plus de 60 % des voix face aux partis favorables à la République populaire de Chine (en). Les démocrates gagnent 3 sièges par rapport au Conseil sortant, mais restent minoritaires.
- Formule 1 : Grand Prix automobile d'Italie.

### Lundi13 septembre 2004
- États-Unis : le fusil de guerre M16 est à nouveau commercialisé aux États-Unis, dix ans après son interdiction pendant l'administration Clinton.
  - Cette autorisation survient quelques jours après la condamnation du fabricant et du vendeur de l'arme de John Allen Muhammad et Lee Boyd Malvo. Ils devront dédommager les trois blessés et la famille des dix morts causés par les deux hommes, dans la région de Washington en octobre 2002.
- France, Irak : Jacques Chirac a déclaré que « l'on avait ouvert une boîte de Pandore » en Irak, sous-entendant que, dans son optique, avec cette intervention, le monde a ouvert la porte à toute une série de maux que l'on aura bien du mal à calmer.
- Pays-Bas : des agriculteurs néerlandais affirment que le Tabasco peut remplacer avantageusement les pesticides pour éloigner les rongeurs et autres indésirables. TV5
  - En effet, les rongeurs, qui ne supportent pas l'odeur de cette sauce piquante, s'enfuiraient dès qu'ils la reniflent.
  - Il faudrait de 4 à 5 fioles de Tabasco pour traiter une surface de champ équivalente à 1 hectare
  - Aucune étude sérieuse n'a été faite à ce sujet, cette information est donc à prendre au conditionnel, mais les agriculteurs néerlandais comptent bien faire classer le Tabasco comme pesticide officiel afin de pouvoir l'utiliser à grande échelle.

### Mardi14 septembre 2004
- Monde : Fin de l'édition de coupe du monde de hockey gagné par le Canada.
- L'entreprise Yahoo! rachète Musicmatch Jukebox pour 160 millions de dollars[1].
- Europe : Libéralisation du marché des pièces détachées automobiles par la Commission européenne[2].

### Mercredi15 septembre 2004
- Iran : l'Institut pour la science et la sécurité internationale (Institute for Science and International Security) pense que l'Iran pourrait faire des essais nucléaires à 30 kilomètres au sud-est de Téhéran, dans la base de Parchine (qui n'a jamais reçu la visite de l'Agence internationale de l'énergie atomique). Il faut préciser que l'Iran se dit prêt à coopérer, que l'Institut ayant fait l'annonce se base sur des photos satellites et qu'il est proche de la CIA.

### Jeudi16 septembre 2004
- États-Unis : le mythique groupe The Ramones vient de perdre sa troisième figure emblématique, le guitariste Johnny Ramone, mort à l'âge de 55 ans d'un cancer de la prostate. Article sur Libé.
- France : perquisition au domicile de Charles Pasqua dans le cadre de l'enquête sur le trafic d'armes vers l'Angola. Par ailleurs, Bernard Guillet le conseiller diplomatique de Charles Pasqua a été mis en examen pour recel d'abus de biens sociaux. article sur Reuters et dans  L'express
- Union africaine : session inaugurale du Parlement panafricain à son siège de Midrand, à une vingtaine de kilomètres de Johannesburg en Afrique du Sud. Le Parlement panafricain est l'institution législative de l'Union africaine, et il devrait commencer à exercer ses pouvoirs législatifs en 2009.
- 45000 amérindiens se mobilisent et manifestent contre la politique d'Álvaro Uribe en Colombie RISAL Liberation Le Monde

### Vendredi17 septembre 2004
- Ouverture des jeux paralympiques d'été 2004 à Athènes. Ils rassembleront jusqu'au 28 septembre environ 4 000 athlètes handisport.
- Irak : Un Français d'origine maghrébine, Tarek Ouinis, 24 ans, est tué après s’être battu pendant plusieurs mois dans le « triangle sunnite », où se trouvent la plupart des combattants étrangers.

### Samedi18 septembre 2004
- Europe : début des XXIe Journées européennes du patrimoine qui mettent, cette année, l'accent sur les sciences. Onze millions de personnes sont attendues dans dix-sept mille sites pour cette manifestation lancée en France en 1983.
- Soudan : le Conseil de sécurité de l'ONU adopte une résolution sur le Darfour (résolution 1564). Le texte menace le Soudan de sanctions pétrolières s'il ne remplit pas l'engagement de restaurer la sécurité au Darfour et ne coopère pas dans ce but avec l'Union africaine.

### Dimanche19 septembre 2004
- Allemagne : les élections de Saxe et dans le Brandebourg ont été marquées par les mauvais résultats des deux grands partis la CDU et le SPD. Le parti néonazi NPD a remporté douze sièges au Parlement, totalisant 9,2 % des suffrages exprimés.

### Lundi20 septembre 2004
- Haïti : l'ouragan Jeanne a fait plus de sept cents morts et blessés (estimations 21 septembre au soir).
- Irak : 
  - Assassinat d'Eugene Armstrong (es), otage américain, revendiqué par le groupe dirigé par le Jordanien Abou Moussab al-Zarqaoui.
- Indonésie : Susilo Bambang Yudhoyono est élu à la présidence de la République, face à la présidente sortante Megawati Sukarnoputri, avec un score d'au moins 60 % selon les décomptes partiels.
- Québec : Élections partielles dans quatre circonscriptions électorales. L'Action démocratique du Québec fait élire son candidat, Sylvain Légaré, dans Vanier. e PLQ conserve la circonscription de Nelligan. Quant au PQ, il conserve Gouin et prend Laurier-Dorion.

### Mardi21 septembre 2004
- États-Unis, Washington : organisation d'un immense pow-wow pour l'inauguration du National Museum of the American Indian.
- Irak : assassinat de Jack Hensley, otage américain, revendiqué par le groupe dirigé par le Jordanien Abou Moussab al-Zarqaoui.
- France : mariage à Paris (IVe arrondissement) du comédien et chanteur Patrick Bruel, 45 ans, et de sa compagne Amanda Maruani, 24 ans.

### Mercredi22 septembre 2004
- France : annonce du budget 2005 par Nicolas Sarkozy, ministre des finances. Après une baisse de 10 % réalisée lors des deux exercices précédents, il n'y aura pas cette année de diminution du taux d'imposition de l'impôt sur le revenu.
- Israël : un terroriste se fait exploser à un arrêt de bus de Jérusalem-Est, tuant deux gardes-frontières israéliens.

### Jeudi23 septembre 2004
- Haïti : le bilan provisoire au 25 septembre matin est de 1 160 morts et plus de 1 250 disparus après le passage de l'ouragan Jeanne. La famine s'installe et le risque d'épidémies se fait de plus en plus précis. Les corps sont enterrés au plus vite sans même être reconnus.

### Vendredi24 septembre 2004
- France, Honfleur (Calvados) : mort de l'écrivaine Françoise Sagan d'une embolie pulmonaire à l'âge de 69 ans. Article sur Nouvelobs.com LeMonde.fr.
- États-Unis : le chanteur Cat Stevens, qui s'est converti à l'islam en 1977, attaque les États-Unis qui l'ont refoulé du territoire. Cat Stevens, né Steven Georgiou, s'appelle désormais Yusuf Islam. Article sur LeMonde.fr

### Samedi25 septembre 2004
- Échecs : à Brissago en Suisse, la Fédération internationale des échecs organise un match entre le Russe Vladimir Kramnik et le Hongrois Péter Lékó. Ce match pourrait être une étape vers une réunification des joueurs au sein de la FIDE.
- Nouvelle-Zélande : les forces néo-zélandaises qui se trouvaient en Irak depuis un an ont regagné leur pays aujourd'hui, et le Premier ministre Helen Clark a déclaré à cette occasion qu'il était peu probable que de nouvelles troupes partent pour ce pays.

### Dimanche26 septembre 2004
- Arabie saoudite : un employé du groupe de défense français Thales est abattu à Djeddah.
- France, élections sénatoriales : renouvellement du tiers des sièges de la chambre haute du Parlement français (20 départements métropolitains de R à V, l'Île-de-France, deux départements d'outre-mer, deux collectivités d'outre-mer et une partie des sénateurs représentant les Français établis hors de France).
- Suisse, double référendum sur une réforme de la naturalisation : la majorité des cantons et du peuple a voté contre une réforme qui aurait permis aux citoyens étrangers nés et ayant grandi en Suisse de pouvoir devenir citoyen suisse plus facilement; un troisième référendum portant sur une inscription du service public de la poste a été également rejeté; un dernier référendum portant sur l'introduction d'un congé maternité de 14 semaines a par contre été accepté.
- Syrie : Ezzedine Cheikh Khalil (40 ans), un des cadres du mouvement islamiste palestinien radical «Hamas», chef présumé de l'aile militaire du mouvement hors des territoires palestiniens, a été tué dans un attentat à la voiture piégée à Damas. Reconnue implicitement par Israël, qui ne l'a toutefois pas revendiquée officiellement, cette opération d'«élimination ciblée» est la première menée par l'État hébreu à l'étranger depuis une tentative avortée en Jordanie en 1997. La branche armée du Hamas a aussitôt proclamé son désir de venger son chef, menaçant d'étendre sa lutte contre les intérêts israéliens à l'étranger.
- France - Turquie - UE : Nicolas Sarkozy, ministre et candidat à la présidence du parti majoritaire UMP, se prononce pour l'organisation d'un référendum sur l'adhésion de la Turquie à l'Union européenne. Il est suivi le lendemain par Michel Barnier, ministre des Affaires étrangères, qui se dit favorable à cette option « à titre personnel ». Sans que ce soit explicite, il est probable que ces deux responsables souhaitent l'organisation d'un référendum préalable au scrutin prévu à l'automne 2005 visant à la ratification de la constitution européenne, dans le but de « déconnecter » les deux questions. La perspective d'une adhésion de la Turquie semble en effet profondément diviser les Français, et de nombreux analystes craignent qu'elle vienne « polluer » le débat sur la constitution européenne.
- Formule 1 : Grand Prix de Chine.

### Lundi27 septembre 2004
- Australie : des Aborigènes d'Australie partent aujourd'hui pour la Suède afin de récupérer des ossements de leurs ancêtres, qu'on leur avait pris il y a un siècle pour des recherches scientifiques, pour de prétendues études sur l'évolution des races. Les restes de 14 êtres humains de la région de Kimberley en Australie-Occidentale seront remis à une délégation de 11 représentants de la communauté aborigène en fin de semaine lors d'une cérémonie au Musée suédois d'ethnographie.
- France : l'instituteur Georges Lopez, principal protagoniste du film documentaire de Nicolas Philibert Être et avoir, qui avait intenté une action contre les producteurs et le réalisateur de l'œuvre pour demander une indemnisation pour « violation du droit à l'image », bien qu'il ait d'abord donné son accord à la réalisation et à la diffusion du film, a été débouté. C'est une victoire pour tous ceux qui dénoncent depuis quelque temps les exagérations auxquelles une jurisprudence très restrictive avait conduit ces dernières années dans cette matière délicate et complexe du droit à l'image.
- Irak : le diplomate iranien Fereydoun Jahani, dont l'enlèvement le 5 août dernier a été revendiqué le 8 août par l'Armée islamique en Irak, qui détient également les deux journalistes français Christian Chesnot et Georges Malbrunot, a été libéré après 55 jours de détention.
- France : vol spectaculaire de deux diamants d'une valeur globale de 11 millions d'euros à la Biennale des antiquaires, au Carrousel du Louvre. Le vol a eu lieu durant la journée, aucune alarme, aucune caméra ne surveillait les joyaux.

### Mardi28 septembre 2004
- France, Alès : le feu couve depuis deux mois en sous-sol à la suite d'un incendie de forêt datant du 26 juillet dernier. Le feu consume le sous-sol charbonneux d'un ancien terril, la montagne de Rochebelle. Aucune intervention jusqu'à présent n'a pu en venir à bout.
- Grande-Bretagne : EWS, entreprise ferroviaire britannique spécialisée dans le transport de marchandises, a décidé d'équiper ses locomotives de rétroviseurs. Il s'agit d'une première dans ce pays, alors que c'est la règle aux États-Unis.
- Irak :
  - Les deux otages italiennes, Simona Pari et Simona Torretta (it) ont été libérées et remises au chargé d'affaires italien à Bagdad.
  - L'aviation américaine a bombardé pendant la nuit un repaire présumé de rebelles partisans du groupe du jordanien Abou Moussab Zarqaoui à Falloudja, la ville sunnite située à 50 km à l'ouest de Bagdad, faisant un nombre indéterminé  de victimes parmi les activistes.
  - D'autres bombardements ont eu lieu également pendant la nuit sur le quartier chiite déshérité de Sadr City, au nord-est de Bagdad, où vivent deux millions de personnes, privées d'électricité en raison des frappes américaines, selon la chaîne de télévision Al Djazira.
  - Vers 11 h 40 locales (9 h 40 à Paris), une série de fortes explosions a été entendue dans le centre de Bagdad, du côté du quartier Haïfa, théâtre de nombreux accrochages entre rebelles et soldats américains, depuis quelques jours.
- Israël-Palestine : le quatrième anniversaire de l'Intifada a été marqué par la mort d'un Palestinien tué à Jénine en Cisjordanie. Après quatre ans de violences, les autorités israéliennes et palestiniennes continuent à s'opposer sur les solutions pour sortir du conflit, provoqué par la visite d'Ariel Sharon le 28 septembre 2000 sur l'esplanade des Mosquées à Jérusalem. Selon des chiffres officiels de l'autorité palestinienne 3 549 Palestiniens (dont 772 mineurs) ont été tués pendant cette période. Dans le même temps, 1 017 Israéliens ont perdu la vie, d'après le service israélien de sécurité intérieure, le Shin Beth.
- Pérou : trois cents paysans péruviens, planteurs de coca, en grève depuis huit jours, accompagnés d'étudiants, occupent le temple du Soleil (ou Coricancha), construit au XIIIe siècle, dans l'ancienne capitale de l'empire inca Cuzco et retiennent à l'intérieur des touristes français et allemands.
- Monde, économie : le prix du baril de pétrole a atteint le prix inégalé de 50,50 USD.
- Thaïlande : un cas inquiétant de suspicion de contamination d'humain à humain du virus de la grippe aviaire a été révélé. L'OMS reste prudente quant à ses conclusions.
- Haïti : le bilan définitif fait état de 2 200 morts à la suite du passage de l'ouragan.

### Mercredi29 septembre 2004
- France : on apprend aujourd'hui, de source judiciaire, que le parquet de Paris a ouvert une information judiciaire le 20 septembre dernier pour enquêter sur les conséquences humaines des essais nucléaires français. Cette enquête fait suite à une plainte contre X pour « homicides involontaires » et « atteintes involontaires à l'intégrité physique » déposée le 28 novembre 2003 au nom de l'Association des vétérans des essais nucléaires (Aven) et de l'association polynésienne « Moruroa e tatou », pour obtenir réparation des préjudices subis en raison des pathologies développées par du personnel civil et militaire, présent sur les sites des essais nucléaires réalisés par l'armée française entre 1960 et 1996, tant dans le Sahara algérien qu'en Polynésie, du fait, selon eux, de ces essais. Un nombre anormalement élevé de décès prématurés et de pathologies cancéreuses ont été enregistrés, selon les plaignants.
- France : le pilote moto français Richard Sainct, 34 ans, a été victime d'un accident mortel pendant la quatrième étape du rallye des Pharaons.
- France : projet de loi de Gilles de Robien, ministre des transports, sur la privatisation des Aéroports de Paris (ADP) en société anonyme et ainsi l'ouverture de son capital.

### Jeudi30 septembre 2004
- États-Unis : À compter de ce jour, entrent en vigueur de nouvelles mesures de précaution prises par les autorités américaines pour les voyageurs étrangers pénétrant sur le territoire des États-Unis. Les ressortissants de 22 pays européens, ainsi que d'Australie, du Japon, de Nouvelle-Zélande, de Brunei et de Singapour arrivant aux États-Unis devront se soumettre à de nouveaux contrôles aux frontières, et accepter de laisser leurs «données biométriques» notamment la prise des empreintes digitales, qui seront enregistrées par un scanner électronique, et d'une photographie numérique. Cette mesure destinée à renforcer la sécurité a été mise en place dès le mois de janvier 2004 pour d'autres pays.
- Irak : trois attentats à la voiture piégée et à la roquette dans le quartier populaire d’Al-Amel à Bagdad. Trente-sept enfants sont morts alors qu’ils regardaient l’inauguration d’une station de pompage des eaux usées, organisée par les Américains. Au moins trois hommes et une femme sont également parmi les victimes. On compte plus de deux cents blessés.

- D'après l'Agence France-Presse et le ministre taïwanais de la Défense, Lee Jye, la Chine va augmenter le nombre de missiles visant Taïwan de 600 à 800, d'ici 2006. La Chine entretient le même rapport avec Taïwan que l'Irak de Saddam Hussein avec le Koweït.

### Naissance
- 15 septembre : David Popovici, nageur roumain.
- 19 septembre : Indira Ampiot, reine de concours beauté française et Miss France 2023.